# Agromyza virginiensis
Agromyza virginiensis este o specie de muște din genul Agromyza, familia Agromyzidae, descrisă de Spencer în anul 1977.
Este endemică în Virginia. Conform Catalogue of Life specia Agromyza virginiensis nu are subspecii cunoscute.